# Jack Haley
John Joseph "Jack" Haley – amerykański aktor sceniczny, radiowy i filmowy, znany najlepiej z roli Cynowego Drwala w Czarnoksiężniku z Oz.

## Filmografia
- 1938: Szalony chłopak jako Davey Lane
- 1939: Czarnoksiężnik z Oz jako Blaszany Drwal/Hickory
- 1977: New York, New York jako mistrz ceremonii